# Abis
Els abis (en llatí: abii, en grec antic: Άβίοι), eren una tribu mítica probablement escita que vivia a l'Escítia fora de l'Ímaus, segons Claudi Ptolemeu, però hi havia també altres opinions.
Segons Homer a la Ilíada eren «els més justos dels homes». Algunes tradicions diuen que eren els mateixos que els hiperboris, un nom que no apareix en Homer.
Èsquil, que els anomena Gabii també diu que eren els més justos i hospitalaris dels homes i que vivien dels fruits que ells mateixos conreaven a les seves terres, però no indica quin era el seu país. Alguns comentaristes d'Homer els situen a Tràcia, altres a Escítia i encara uns altres prop de les amazones, que els van intentar convèncer de que participessin en una expedició contra Àsia. De fet, tal com passava amb els hiperboris, es van anar situant a les regions desconegudes del nord. A les narracions de l'expedició d'Alexandre el Gran es diu que a Maracanda (Samarcanda) se li van presentar uns ambaixadors dels Abii Scythae, una tribu que havia estat independent des de l'època de Cir, i eren coneguts pel seu caràcter just i pacífic. Però es creu que la tribu d'escites que va enviar aquesta ambaixada era un exemple dels intents de Flavi Arrià d'il·lustrar la vella geografia mítica amb les conquestes d'Alexandre. Ammià Marcel·lí els situa al nord d'Hircània i Estrabó va encetar una discussió per saber on vivien.